# Gillberga kyrka, Södermanland
Gillberga kyrka är en kyrkobyggnad i Eskilstuna kommun, sydväst om Borsökna. Den är församlingskyrka i Västra Rekarne församling i Strängnäs stift.

## Kyrkobyggnaden
Den murade kyrkan har korsformad planform med ett tresidigt avslutat korparti i öster. I vinkeln mellan norra och östra korsarmen ligger sakristian. Vid långhusets södra sida ligger vapenhuset med ingång. Vid västra sidan finns ett kyrktorn. Interiören präglas av takets stjärnvalv med tungt tegelornerade valvribbor.

### Byggnadshistorik
Vid 1100-talets slut uppfördes en stenkyrka som bestod av långhus med ett litet kor i öster och ett smalt torn i väster. Vid slutet av 1400-talet förlängdes kyrkan åt öster och fick ett kor med samma bredd som långhuset. Samtidigt tillkom en sakristia och ett vapenhus. Kyrkorummet försågs då med valv i tre travéer. I samband med valvslagningen påmurades långhuset och tornet med tegel i munkförband, numera bara synligt från vinden. 1671 tillbyggdes det Stiernskiöldska gravkoret vid korets sydsida. 1859 byggdes nuvarande tresidiga korparti efter ritningar av arkitekt Johan Fredrik Åbom. Under koret byggdes ett gravvalv för ätten Celsing. Gravvalvet kom bland annat att nyttjas som bisättningsrum men togs aldrig i bruk för sitt ursprungliga syfte. Vid norra sidan av det tillbyggda koret uppfördes 1859 nuvarande sakristia, medan gamla sakristian öppnades upp mot kyrkorummet, och samtidigt tillkom kyrkans medeltidsinspirerade trappgavlar.

### Orgel
- Orgeln var troligen byggd under 1500-talet. Orgeln skänktes av den Stiernsköldska familjen. Ombyggd 1696 av Georg Hum, Norrköping, den hade 7 stämmor.[1] Orgeln flyttades under 1700-talet till Lista kyrka.

| Manual         |
| Gedackt 8'     |
| Principal 4'   |
| Flöjt 4'       |
| Kvinta 3'      |
| Oktava 2'      |
| Superoktava 1' |
| Mixtur         |
| Tremulant      |

- 1797 bygger Pehr Schiörlin, Linköping en orgel med 8 stämmor. Den har en manual och bihangspedal.
- 1896 bygger Åkerman & Lund, Stockholm en orgel med 7 stämmor.
- 1947 bygger A Magnussons Orgelbyggeri, Göteborg en orgel med 17 stämmor, fördelad på två manualer och pedal.[2]
- 1979 bygger Grönlunds Orgelbyggeri, Gammelstad en mekanisk orgel. Den är oliksvävigt tempererad. Fasaden är från 1797 års orgel.

| Huvudverk I      | Svällverk II      | Pedal      | Koppel |
| Principal 8´ D   | Offenflöjt 8´     | Subbas 16´ | I/P    |
| Gedackt 8´       | Quintadena 8´     | Violin 8´  | II/P   |
| Principal 4´ B/D | Rörflöjt 4´       | Basun 16'  | II/I   |
| Gedacktflöjt 4'  | Gamba 4'          |            |        |
| Quinta 3'        | Spetsflöjt 2'     |            |        |
| Scharf 3 chor    | Vox Humana 8' D   |            |        |
| Trumpet 8' B/D   | Trumpet 4' B      |            |        |
|                  | Crescendosvällare |            |        |

#### Diskografi
Inspelningar av musik framförd på kyrkans orgel.
- Adagio & allegro för orgelvals kv 594 f-moll / Stenholm, Rolf, orgel. LP. Opus 3 8007. 1984.

## Inventarier

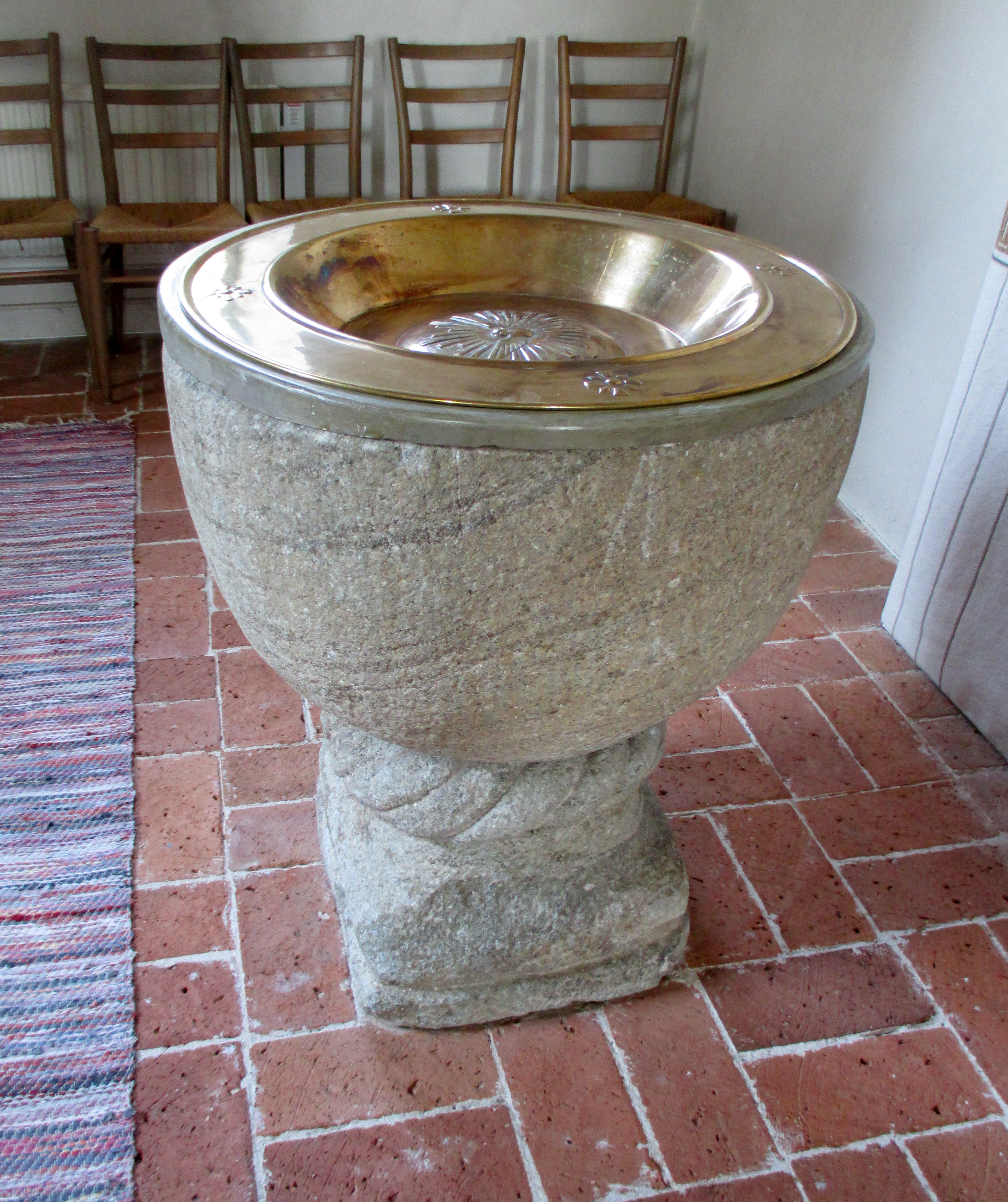
Dopfunten i romansk stil

- Predikstolen tillverkades av bildhuggare Jöns för 300 daler och skänktes av Gustaf Adolf Sparre på Biby 1682. Den är gjord av ek och svart ebenholts.
- Dopfunten i romansk stil har repvulst och kvadratisk fot.